# Vsevolod Bobrov
Vsevolod Michajlovič Bobrov (rusky Всеволод Михайлович Бобров; 1. prosince 1922 Moršansk – 1. července 1979 Moskva) byl sovětský reprezentační hokejový útočník a trenér a fotbalový útočník. Je členem Ruské a sovětské hokejové síně slávy (členem od roku 1954). Je po něm pojmenována jedna ze čtyř divizí v KHL.
S reprezentací Sovětského svazu získal jednu zlatou olympijskou medaili (1956). Dále je držitelem jednoho zlata (1954) a dvou stříber (1955 a 1957) z MS. Byl také trenérem sovětské hokejové reprezentace.

## Individuální úspěchy a ocenění
- člen Síně slávy Mezinárodní hokejové federace od roku 1997
- Král střelců sovětské fotbalové ligy: 1945, 1947